# Chris Botti
 (mai 2025).
 (septembre 2022).
La mise en forme du texte ne suit pas les recommandations de Wikipédia : il faut le « wikifier ».
Les points d'amélioration suivants sont les cas les plus fréquents. Le détail des points à revoir est peut-être précisé sur la page de discussion.
- Les titres sont pré-formatés par le logiciel. Ils ne sont ni en capitales, ni en gras.
- Le texte ne doit pas être écrit en capitales (les noms de famille non plus), ni en gras, ni en italique, ni en « petit »…
- Le gras n'est utilisé que pour surligner le titre de l'article dans l'introduction, une seule fois.
- L'italique est rarement utilisé : mots en langue étrangère, titres d'œuvres, noms de bateaux, etc.
- Les citations ne sont pas en italique mais en corps de texte normal. Elles sont entourées par des guillemets français : « et ».
- Les listes à puces sont à éviter, des paragraphes rédigés étant largement préférés. Les tableaux sont à réserver à la présentation de données structurées (résultats, etc.).
- Les appels de note de bas de page (petits chiffres en exposant, introduits par l'outil «  Source ») sont à placer entre la fin de phrase et le point final[comme ça].
- Les liens internes (vers d'autres articles de Wikipédia) sont à choisir avec parcimonie. Créez des liens vers des articles approfondissant le sujet. Les termes génériques sans rapport avec le sujet sont à éviter, ainsi que les répétitions de liens vers un même terme.
- Les liens externes sont à placer uniquement dans une section « Liens externes », à la fin de l'article. Ces liens sont à choisir avec parcimonie suivant les règles définies. Si un lien sert de source à l'article, son insertion dans le texte est à faire par les notes de bas de page.
- La présentation des références doit suivre les conventions bibliographiques. Il est recommandé d'utiliser les modèles {{Ouvrage}}, {{Chapitre}}, {{Article}}, {{Lien web}} et/ou {{Bibliographie}}. Le mode d'édition visuel peut mettre en forme automatiquement les références.
- Insérer une infobox (cadre d'informations à droite) n'est pas obligatoire pour parachever la mise en page.

Pour une aide détaillée, merci de consulter Aide:Wikification.
Si vous pensez que ces points ont été résolus, vous pouvez retirer ce bandeau et améliorer la mise en forme d'un autre article.
Pour les articles homonymes, voir Botti.
Chris Botti est un trompettiste de jazz américain d'origine italienne (Piémont), né le 12 octobre 1962 à Portland dans l'Oregon aux États-Unis. Il cite Miles Davis parmi ses influences principales.

## Carrière
Ses premiers albums, grâce à son style romantique et accessible, l'ont imposé comme un musicien de smooth jazz à succès, et certains critiques ont reconnu en lui un talent que peu de ses collègues actuels du genre possédaient, les plus enthousiastes allant jusqu'à émettre des comparaisons avec Chet Baker. 
En 1999, Botti crée un groupe de jazz fusion, Bruford Levin Upper Extremities (BLUE), avec le batteur Bill Bruford, le bassiste Tony Levin (ces deux musiciens ayant fait partie du groupe rock progressif King Crimson) et le guitariste David Torn, avec qui il publiera deux albums. 
Depuis son album When I Fall In Love, il délaisse le smooth jazz pour un style de jazz plus traditionnel dans le style mainstream qui reprend notamment de nombreux standards du Great American Songbook avec des arrangements orchestraux soyeux qui lui ont valu des comparaisons avec ceux de Gil Evans. 
Sur l'album suivant, To Love Again, il joue en compagnie d'une pléiade d'invités très divers, allant de son ami Sting au crooner Michael Bublé en passant par le rockeur Steven Tyler d'Aerosmith ou encore les chanteuses soul Gladys Knight et Jill Scott. Ce n'est pas une première puisque ce musicien a accompagné de nombreux artistes sur scène, de musique populaire (Sting, Frank Sinatra, Paul Simon, Chaka Khan, Rod Stewart, Burt Bacharach etc.) comme de jazz (Roy Hargrove, Jeff Lorber, Lee Ritenour, Clark Terry, Brian Culbertson etc.). 
Son album de 2007, Italia, un hommage à la musique traditionnelle italienne, est loin de son registre jazz habituel et le voit jouer ce qui pourrait s'apparenter plutôt à de la musique classique. Cet album a été nommé aux Grammy Awards en 2007 dans la catégorie Meilleur Album de Pop Instrumentale. Chris Botti a été aussi animateur d'une émission de radio américaine, Chill with Chris Botti, dont la programmation consistait en un mélange de smooth jazz et de cool jazz, émission aujourd'hui reprise par la saxophoniste Mindi Abair (Chill with Mindi Abair).

## Discographie
| Année | Album                                   | Label          |
| ----- | --------------------------------------- | -------------- |
| 1995  | First Wish                              | Verve/Forecast |
| 1997  | Midnight Without You                    | Verve/Forecast |
| 1999  | Slowing Down The World                  | GRP            |
| 2001  | Night Sessions                          | Sony           |
| 2002  | December                                | Columbia       |
| 2003  | A Thousand Kisses Deep                  | Columbia       |
| 2004  | When I Fall In Love                     | Sony           |
| 2005  | To Love Again                           | Columbia       |
| 2006  | Live: With Orchestra and Special Guests | Sony           |
| 2007  | Italia                                  | Columbia       |
| 2009  | Chris Botti in Boston                   | Columbia       |
| 2011  | This Is Chris Botti                     |                |
| 2012  | Impressions                             |                |

## Citations et anecdotes
- « Ce serait une grossière erreur de l'assimiler à la véritable Muzak d'ascenseur qui est la spécialité de Kenny G, Dave Koz, Najee et autres Richard Elliot... Cependant, Botti est capable de beaucoup plus. » — Alex Henderson, critique de AllMusic
- « Chris Botti a l'intégrité de Miles Davis, le sex-appeal de Chet Baker et vend des disques comme Kenny G. C'est la triple combinaison gagnante. » — David Foster, producteur canadien pour les plus grandes stars de la pop mais aussi R&B et jazz
- Chris Botti a été inclus dans le classement des 50 célébrités les plus belles de l'année 2004 par le magazine américain People.